# 蒂特灵
蒂特灵是德国巴伐利亚州的一个市镇。总面积20.78平方公里，总人口3639人，其中男性1730人，女性1909人（2011年12月31日），人口密度175人/平方公里。